# Mirele Efros (1912)
Mirele Efros (polnischer OT Mirełe Efros) ist ein polnischer Stummfilm aus dem Jahr 1912.
Er basiert auf dem gleichnamigen Theaterstück von Jakob Gordin von 1898 und zählt zu den frühesten jiddischen Stummfilmen.

## Handlung
Mirele ist eine Frau von etwas über 50 Jahren, die nach dem Tod des Ehemannes ihre Familie mit strenger Hand zu führen versucht. Die Schwiegertochter und die Tochter wehren sich. Es kommt zum Bruch.
Nach zehn Jahren versuchen sie eine Versöhnung.

## Produktion
Der Film war eine Produktion des Theaterleiters Abraham Kamiński mit seinem jiddischen Theater aus Warschau.
Es war die erste Filmrolle für seine Ehefrau Esther Rachel Kamińska, die als Mirele bereits in der Theateraufführung in Warschau und in New York großen Eindruck hinterließ. Auch ihre Töchter Regina und Ida spielten das erste Mal in einem Film.
1939 wurde in den USA das Stück von Josef Berne neu verfilmt.